# Otmar Zwiebelhofer

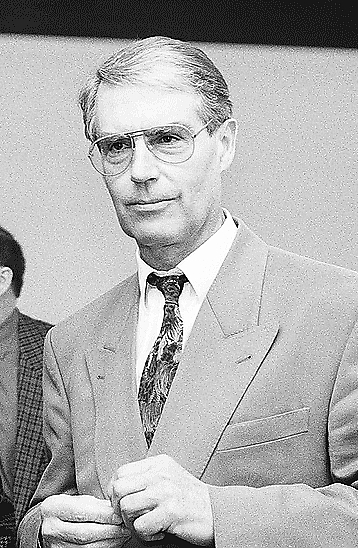
Otmar Zwiebelhofer (1991)

Otmar Zwiebelhofer (* 5. September 1935 in Baden-Baden; † 8. November 2014) war ein deutscher Unternehmer. Er war Alleininhaber und Geschäftsführer des im mittelbadischen Gaggenau angesiedelten Automobilzulieferers König Metall GmbH & Co. KG. Von 2000 bis 2006 war er Vorsitzender des Vorstands des Arbeitgeberverbandes Südwestmetall und bis 2007 Vize-Präsident des Dachverbandes Gesamtmetall. Als Verhandlungsführer bei Tarif-Pilotabschlüssen für die Metall- und Elektroindustrie erreichte Zwiebelhofer große Bekanntheit.

## Leben
Zwiebelhofer studierte wie sein Onkel Josef König jun. an der Universität Mannheim und schloss sein Studium der Wirtschaftswissenschaften 1957 als Diplom-Kaufmann ab. Er absolvierte ein Volontariat im Bereich Werkzeugbau und Blechverarbeitung und trat 1958 als Assistent der Geschäftsleitung in das 1901 gegründete Familienunternehmen König Metall ein. 1962 promovierte er über das Thema Das optimale Produktionsverfahren, bevor er 1964 Geschäftsführer und 1972 Alleininhaber von König Metall wurde.
Ab 1987 bekleidete Zwiebelhofer Spitzenämter bei den der Arbeitgeberverbänden. Die Pilotabschlüsse für die Metall- und Elektroindustrie, die er als Verhandlungsführer von Südwestmetall verhandelt und abgeschlossen hat, waren oft mit wesentlichen tarifpolitischen Innovationen verbunden. Hierzu gehören Tarifverträge zur Flexibilisierung der Arbeitszeit, zu Langzeitkonten, zur betrieblichen Altersvorsorge und zur Qualifizierung. Zu seinen bekanntesten Abschlüssen gehört der so genannte Pforzheimer Abschluss, den er im Tarifvertragspoker mit der IG Metall im Februar 2004 durchsetzte. Dieser Vertrag gibt Unternehmen die Möglichkeit zur Absenkung der flächentariflichen Standards unter Mitwirkung der Tarifvertragsparteien, wenn dadurch die Wettbewerbsfähigkeit und die Innovationsfähigkeit gestärkt, die Investitionsbedingungen verbessert oder Arbeitsplätze in Deutschland gehalten werden können. 
In die Zeit seines Vorsitzes fiel auch die Einigung zum Tarifvertrag über das Entgelt-Rahmenabkommen (ERA-TV) nach fünfjähriger Verhandlung, der eine völlig neue, einheitliche Entgeltsystematik für Beschäftigte in der Metall- und Elektroindustrie geschaffen hat. Verhandlungsführer war der Ulmer Unternehmer Jan Stefan Roell, der Zwiebelhofer 2006 als Vorsitzender von Südwestmetall nachfolgte. Zwiebelhofers Unternehmen König Metall war bundesweit einer der ersten Betriebe, die dieses System im Jahr 2003 einführten.
Nach Abschluss der Tarifvertragsrunde 2006, an der Zwiebelhofer wieder maßgeblich beteiligt war, verkündete er, dass er sich bei den im September stattfindenden Wahlen für den Vorsitz von Südwestmetall nicht mehr zur Wiederwahl stellen werde. Er wolle sich nach 40 Jahren Tarifpolitik aus der Verbandsspitze zurückziehen.
Otmar Zwiebelhofer war Vorsitzender des Hochschulrates der Hochschule für Musik Freiburg im Breisgau und Präsident der Brahmsgesellschaft Baden-Baden. In seiner Freizeit spielte er Cello. Er trat wiederholt als Ensemblemitglied und Solist in der regionalen Musikszene auf und wirkte bei CD-Einspielungen mit. Otmar Zwiebelhofer war mit der Fotografin Annette Rahner verheiratet und wohnte jahrzehntelang in Gernsbach. Aus der Ehe gingen zwei Töchter hervor, von denen eine, Nina Zwiebelhofer, im Unternehmen arbeitet.

## Ehrungen
2006 erhielt Zwiebelhofer die Verdienstmedaille des Landes Baden-Württemberg. 
2014 wurde in Pisarovina (Zagreb/Kroatien) eine Straße nach ihm benannt, die Ulica Dr. Otmar Zwiebelhofer. Dort wurde am 17. Oktober 2014 ein neues König-Metall-Werk feierlich eröffnet.